# Hans Ledwinka
Hans Ledwinka (14 de febrero de 1878 - 2 de marzo de 1967) fue un diseñador de automóviles austriaco. Mientras trabajó en la empresa Tatra, desarrolló un automóvil en el que posteriormente se inspiraría el diseño del Volkswagen Escarabajo.

## Juventud
Ledwinka nació en Klosterneuburg (Estado de Baja Austria), cerca de Viena, entonces parte del Imperio austrohúngaro.
Comenzó su carrera como simple mecánico y luego estudió en Viena. De joven trabajó para Nesselsdorfer-Wagenbau en Kopřivnice, la empresa que más tarde se conocería en Tatra en Moravia. Primero se empleó en la construcción de vagones de ferrocarril y luego participó en la producción de los primeros coches producidos por la firma. Diseñó el automóvil Tipo U de 5.3 litros y seis cilindros. Durante la Primera Guerra Mundial, en mayo de 1916, aceptó la dirección de la empresa Steyr, inicialmente trabajando en su casa y mudándose allí permanentemente en 1917.

## Diseñador jefe en Tatra
Ledwinka regresó a la compañía Tatra (originalmente Nesselsdorfer-Wagenbau) en Kopřivnice (Nesselsdorf), posteriormente Checoslovaquia, y entre 1921 y 1937 fue su ingeniero jefe de diseño. Inventó el chasis tubular central sin marco (llamado "chasis de túnel central") con eje oscilante, suspensión independiente y motor trasero bóxer refrigerado por aire. Otra de las principales contribuciones de Ledwinka al diseño de automóviles fue el desarrollo de la carrocería aerodinámica. Gracias a Ledwinka, Tatra lanzó los primeros automóviles aerodinámicos producidos en masa. Junto con su hijo Erich, quien asumió el cargo de diseñador jefe en Tatra, Ledwinka y Erich Übelacker, un ingeniero alemán también empleado por Tatra, diseñaron los modelos aerodinámicos T77, T77a, T87 y T97, todos ellos con motores refrigerados por aire montados en la parte trasera.

## Controversia con Volkswagen

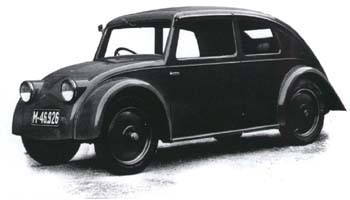
Tatra V570

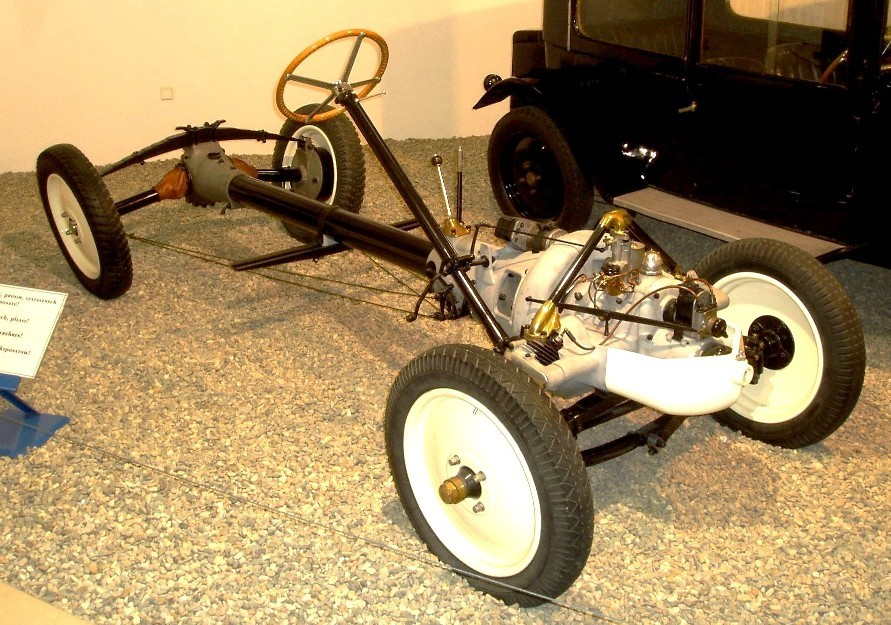
Chasis de túnel central, desarrollado por Hans Ledwinka en 1923 por Tatra. La compañía continúa utilizando básicamente el mismo concepto revisado

Tanto Adolf Hitler como Ferdinand Porsche fueron influidos por los Tatra. Hitler era un entusiasta de la automoción y había viajado en los automóviles Tatra durante sus giras políticas por Checoslovaquia. También había cenado numerosas veces con Hans Ledwinka. Después de una de estas cenas, Hitler le comentó a Porsche: "Este es el coche para mis carreteras" (el libro Car Wars, cita a Hitler diciendo que era "el tipo de automóvil que quiero para mis carreteras"). En cualquier caso, con respecto a Ledwinka, Porsche admitió "Bueno, a veces miré por encima de su hombro y otras veces miró por encima del mío" mientras diseñaba el Volkswagen Type 1. No hay duda de que el Tipo 1 tenía un parecido sorprendente con el Tatra anterior. Tatra inició una demanda, pero esta se detuvo cuando los alemanes invadieron Checoslovaquia. Al mismo tiempo, Tatra se vio obligado a dejar de producir el T97. El asunto se reabrió después de la Segunda Guerra Mundial y en 1965 Volkswagen pagó a Tatra 1.000.000 de marcos en un acuerdo extrajudicial.

## Últimos años
Después de la Segunda Guerra Mundial, Ledwinka fue acusado de colaborar con las fuerzas de ocupación alemanas y encarcelado durante cinco años en Checoslovaquia. Después de su liberación en 1951, se negó a trabajar para Tatra y se retiró a Múnich, Alemania, donde murió en 1967.

## Legado
En 2007, Hans Ledwinka fue incluido en el Salón de la Fama Europeo del Automóvil.
El hijo de Ledwinka, Erich, también fue diseñador de automóviles. Diseñó el Haflinger para Steyr-Daimler-Puch, así como el Pinzgauer más grande. Ambos utilizan chasis tubular y ejes de pórtico giratorio.